# مهاد
مهاد (به انگلیسی: Mahad) یک منطقهٔ مسکونی در هند است که در بخش رایگاد واقع شده‌است. مهاد ۱۲ کیلومتر مربع مساحت و ۲۷٬۵۳۶ نفر جمعیت دارد و ۱۸ متر بالاتر از سطح دریا واقع شده‌است.